# 堀田凱樹
堀田 凱樹（ほった よしき、1938年9月20日 - ）は、日本の生物学者。東京大学、国立遺伝学研究所名誉教授。学位は、医学博士（東京大学・1968年）。

## 来歴
1963年、東京大学医学部卒業。1968年、東京大学大学院医学系研究科博士課程修了。博士論文「モルモット輸精管における接合部受容体および非接合部受容体の性質の若干の差について」で医学博士を取得。1972年、東京大学理学部講師。1973年、助教授。1986年、教授。1997年に退官。退官後は同年から2004年まで国立遺伝学研究所所長。2004年から2011年まで、情報・システム研究機構長を務めた。

## 受賞・栄典
- 1985年 - 井上学術賞[3]
- 1995年 - 木原賞
- 1998年 - 武田医学賞[3]
- 1999年 - 紫綬褒章[3]
- 2013年 - 瑞宝中綬章[4]
- 2020年 - 文化功労者[1][2]